# 23 juin 1947
Le lundi 23 juin 1947 est le 174e jour de l'année 1947.

## Naissances
- Bryan Brown, acteur australien
- Champion Métadier, artiste plasticienne
- Edward Biernacki, footballeur polonais
- Elizabeth Stromme (morte le 7 décembre 2006), femme de lettres et journaliste américaine
- Gaúcho da Fronteira, musicien brésilien
- Hardy Nilsson, joueur de hockey sur glace suédois
- Jean-Marie Sénia, compositeur français de musique de film
- Jean-Pierre Imbach (mort le 6 mai 1990), animateur de radio & télévision et journaliste français
- Karlos Callens (mort le 8 octobre 2023), personnalité politique belge
- Liliana Picciotto, historienne italienne
- Lydia Foy, femme trans irlandaise
- Manuela Gourary (morte le 2 avril 2025), actrice française
- Simone Oppliger (morte le 4 mai 2006), photographe suisse
- Vinko Ošlak, écrivain slovène
- Zvi Rosen, footballeur israélien

## Décès
- Aaron Louis Treadwell (né le 23 décembre 1866), zoologiste américain
- One Bull (né en 1853), guerrier sioux lakota

## Événements
- Début du tournoi de Wimbledon 1947